# 徐公敬
徐公敬（1558年—？），號濱麓，浙江衢州府開化縣人，民籍，明朝政治人物。

## 生平
萬曆十六年（1588年）戊子科浙江戊子鄉試舉人，二十年（1592年）中式壬辰科二甲第五十三名進士。兵部觀政，二十二年授刑部主事，二十三年調南京工部主事，二十五年管节慎库，二十七年京察听調。

## 家族
曾祖徐組，教谕；祖父徐璉，州學正、贈禮部员外郎；父徐文沔，稽勋司郎中。